# Oglasa ansorgei
Oglasa ansorgei är en fjärilsart som beskrevs av Bethune-Baker 1913. Oglasa ansorgei ingår i släktet Oglasa och familjen nattflyn. Inga underarter finns listade i Catalogue of Life.